# Miguel Antonio de Ustáriz
Miguel Antonio de Ustáriz, († en aigües de l'Atlàntic, 1792), va ser governador de Puerto Rico entre 1789 i 1792.
Ostentava el grau de brigadier, i va arribar a ocupar el càrrec de governador de Puerto Rico, regnant a Espanya, Carles IV, entre el 8 de juliol de 1789 i el 19 de maig de 1792.
En 1792 va tornar a Espanya per motius de salut, sent substituït interinament pel segon cap Francisco Torralbo. Va morir durant la travessia que li retornà a Espanya.
És conegut el seu retrat fet per José Campeche y Jordán on es pot observar l'empedrat dels carrers de la ciutat de San Juan que es va fer sota el seu mandat.